# Dennis Aogo
Dennis Aogo (Karlsruhe, 14 gennaio 1987) è un ex calciatore tedesco di origini nigeriane, di ruolo difensore o centrocampista.

## Caratteristiche tecniche
Terzino dotato di un fisico possente e di forza atletica, gioca prevalentemente a sinistra, ma può essere schierato anche come mediano. Nei primi anni di carriera, infatti, era questo il suo ruolo, e solo nell'estate 2008 è stato arretrato sulla linea difensiva per iniziativa dell'allenatore Martin Jol. Fa della concentrazione e dell'impegno le sue principali doti e, pur non essendo dotato di un'eccelsa tecnica individuale, riesce a svolgere discretamente sia la fase difensiva che quella offensiva, sovrapponendosi con grande velocità per fornire cross ai compagni.

## Carriera

### Club

#### Gli esordi
Arrivato giovanissimo nelle giovanili del Bulacher SC, nelle quali inizia a giocare nel 1993, passa dopo un solo anno a quelle del Karlsruhe. Tra il 2000 ed il 2002 gioca al Waldhof Mannheim; infine passa al Friburgo.

#### Il passaggio al Friburgo
Con la maglia del Friburgo debutta in Bundesliga il 27 ottobre 2004, sostituendo Sascha Riether al 70º minuto dell'incontro della decima giornata sul campo dell'Amburgo perso per 4-0. Il primo gol in campionato porta la data del 19 febbraio 2005: alla ventiduesima giornata, in trasferta contro il Bochum, mette a segno la rete del provvisorio 2-1. I padroni di casa si imporranno per 3-1. Alla fine della stagione collezionerà 15 presenze ed un gol (appunto quello contro il Bochum) che non saranno sufficienti ad evitare alla sua squadra la retrocessione in Zweite Liga. Nonostante ciò il giocatore resta nel club friburghese per altre tre stagioni, tutte nella serie cadetta, disputando altri 79 incontri e segnando 10 gol.

#### Il trasferimento all'Amburgo
Nell'estate del 2008 passa all'Amburgo, club di Bundesliga, firmando un contratto di quattro anni. Debutta con la maglia dell'HSV il 26 ottobre 2008 alla nona giornata contro l'Hoffenheim, subentrando a Collin Benjamin all'inizio del secondo tempo. Debutta da titolare nella giornata successiva contro lo Stoccarda a causa delle contemporanee assenze di Marcell Jansen e Thimothée Atouba. Dalla data d'esordio, sarà presente in tutti gli incontri dell'Amburgo fino a fine stagione; diventerà uno dei giocatori di riferimento anche nella stagione successiva – sotto la guida di Bruno Labbadia prima e di Ricardo Moniz poi – disputando gran parte degli incontri sia in campionato che nelle coppe europee.

### Nazionale
Ha fatto parte della nazionale Under-21 tedesca, nella quale ha debuttato il 23 marzo 2007 contro l'Austria, e con cui ha vinto Campionato europeo di calcio Under-21 nel 2009 in Svezia. In tre anni ha totalizzato 25 presenze e 4 reti.
Debutta nella nazionale maggiore, il 13 maggio 2010 nell'amichevole di Aquisgrana contro Malta, azzerando le speranze della Nigeria, nazione nella quale fondano le sue origini, di portarlo ai Mondiali di calcio 2010.

## Statistiche

### Presenze e reti nei club
Statistiche aggiornate al 1º novembre 2019.
| Stagione          | Squadra           | Campionato        | Campionato | Campionato | Coppe nazionali | Coppe nazionali | Coppe nazionali | Coppe continentali | Coppe continentali | Coppe continentali | Altre coppe | Altre coppe | Altre coppe | Totale | Totale |
| Stagione          | Squadra           | Comp              | Pres       | Reti       | Comp            | Pres            | Reti            | Comp               | Pres               | Reti               | Comp        | Pres        | Reti        | Pres   | Reti   |
| ----------------- | ----------------- | ----------------- | ---------- | ---------- | --------------- | --------------- | --------------- | ------------------ | ------------------ | ------------------ | ----------- | ----------- | ----------- | ------ | ------ |
| 2004-2005         | Friburgo          | BL                | 15         | 1          | CG              | 0               | 0               | -                  | -                  | -                  | -           | -           | -           | 15     | 1      |
| 2005-2006         | Friburgo          | 2L                | 27         | 6          | CG              | 2               | 0               | -                  | -                  | -                  | -           | -           | -           | 29     | 6      |
| 2006-2007         | Friburgo          | 2L                | 19         | 0          | CG              | 0               | 0               | -                  | -                  | -                  | -           | -           | -           | 19     | 0      |
| 2007-2008         | Friburgo          | 2L                | 33         | 4          | CG              | 2               | 2               | -                  | -                  | -                  | -           | -           | -           | 35     | 6      |
| Totale Friburgo   | Totale Friburgo   | Totale Friburgo   | 94         | 11         |                 | 4               | 2               |                    | -                  | -                  |             | -           | -           | 98     | 13     |
| 2008-2009         | Amburgo           | BL                | 23         | 0          | CG              | 3               | 0               | CU                 | 11                 | 0                  | -           | -           | -           | 37     | 0      |
| 2009-2010         | Amburgo           | BL                | 31         | 0          | CG              | 2               | 0               | EL                 | 15                 | 0                  | -           | -           | -           | 48     | 0      |
| 2010-2011         | Amburgo           | BL                | 20         | 0          | CG              | 0               | 0               | -                  | -                  | -                  | -           | -           | -           | 20     | 0      |
| 2011-2012         | Amburgo           | BL                | 30         | 0          | CG              | 3               | 1               | -                  | -                  | -                  | -           | -           | -           | 33     | 1      |
| 2012-2013         | Amburgo           | BL                | 27         | 2          | CG              | 1               | 0               | -                  | -                  | -                  | -           | -           | -           | 28     | 2      |
| ago. 2013         | Amburgo           | BL                | 2          | 0          | CG              | 0               | 0               | -                  | -                  | -                  | -           | -           | -           | 2      | 0      |
| Totale Amburgo    | Totale Amburgo    | Totale Amburgo    | 133        | 2          |                 | 9               | 1               |                    | 26                 | 0                  |             | -           | -           | 168    | 3      |
| ago. 2013-2014    | Schalke 04        | BL                | 10         | 0          | CG              | 1               | 0               | UCL                | 5                  | 0                  | -           | -           | -           | 16     | 0      |
| 2014-2015         | Schalke 04        | BL                | 25         | 0          | CG              | 0               | 0               | UCL                | 7                  | 1                  | -           | -           | -           | 32     | 1      |
| 2015-2016         | Schalke 04        | BL                | 23         | 0          | CG              | 2               | 0               | UEL                | 5                  | 0                  | -           | -           | -           | 30     | 0      |
| 2016-2017         | Schalke 04        | BL                | 7          | 0          | CG              | 2               | 1               | UEL                | 5                  | 1                  | -           | -           | -           | 14     | 2      |
| Totale Schalke 04 | Totale Schalke 04 | Totale Schalke 04 | 65         | 0          |                 | 5               | 1               |                    | 22                 | 2                  |             | -           | -           | 92     | 3      |
| 2017-2018         | Stoccarda         | BL                | 29         | 0          | CG              | 1               | 0               | -                  | -                  | -                  | -           | -           | -           | 30     | 0      |
| 2018-2019         | Stoccarda         | BL                | 15+1       | 0          | CG              | 1               | 0               | -                  | -                  | -                  | -           | -           | -           | 17     | 0      |
| Totale Stoccarda  | Totale Stoccarda  | Totale Stoccarda  | 44+1       | 0          |                 | 2               | 0               |                    | -                  | -                  |             | -           | -           | 47     | 0      |
| 2019-2020         | Hannover 96       | 2BL               | 4          | 0          | CG              | 0               | 0               | -                  | -                  | -                  | -           | -           | -           | 4      | 0      |
| Totale carriera   | Totale carriera   | Totale carriera   | 340+1      | 13         |                 | 20              | 4               |                    | 48                 | 2                  |             | -           | -           | 409    | 19     |

### Cronologia presenze e reti in nazionale
| Cronologia completa delle presenze e delle reti in nazionale ― Germania | Cronologia completa delle presenze e delle reti in nazionale ― Germania | Cronologia completa delle presenze e delle reti in nazionale ― Germania | Cronologia completa delle presenze e delle reti in nazionale ― Germania | Cronologia completa delle presenze e delle reti in nazionale ― Germania | Cronologia completa delle presenze e delle reti in nazionale ― Germania | Cronologia completa delle presenze e delle reti in nazionale ― Germania | Cronologia completa delle presenze e delle reti in nazionale ― Germania |
| Data                                                                    | Città                                                                   | In casa                                                                 | Risultato                                                               | Ospiti                                                                  | Competizione                                                            | Reti                                                                    | Note                                                                    |
| ----------------------------------------------------------------------- | ----------------------------------------------------------------------- | ----------------------------------------------------------------------- | ----------------------------------------------------------------------- | ----------------------------------------------------------------------- | ----------------------------------------------------------------------- | ----------------------------------------------------------------------- | ----------------------------------------------------------------------- |
| 13-5-2010                                                               | Aquisgrana                                                              | Germania                                                                | 3 – 0                                                                   | Malta                                                                   | Amichevole                                                              | -                                                                       |                                                                         |
| 29-5-2010                                                               | Budapest                                                                | Ungheria                                                                | 0 – 3                                                                   | Germania                                                                | Amichevole                                                              | -                                                                       |                                                                         |
| 10-7-2010                                                               | Port Elizabeth                                                          | Uruguay                                                                 | 2 – 3                                                                   | Germania                                                                | Mondiali 2010 - Finale 3º posto                                         | -                                                                       |                                                                         |
| 9-2-2011                                                                | Dortmund                                                                | Germania                                                                | 1 – 1                                                                   | Italia                                                                  | Amichevole                                                              | -                                                                       |                                                                         |
| 26-3-2011                                                               | Kaiserslautern                                                          | Germania                                                                | 4 – 0                                                                   | Kazakistan                                                              | Qual. Euro 2012                                                         | -                                                                       |                                                                         |
| 3-6-2011                                                                | Vienna                                                                  | Austria                                                                 | 1 – 2                                                                   | Germania                                                                | Qual. Euro 2012                                                         | -                                                                       | 90’                                                                     |
| 7-6-2011                                                                | Baku                                                                    | Azerbaigian                                                             | 1 – 3                                                                   | Germania                                                                | Qual. Euro 2012                                                         | -                                                                       |                                                                         |
| 11-11-2011                                                              | Kiev                                                                    | Ucraina                                                                 | 3 – 3                                                                   | Germania                                                                | Amichevole                                                              | -                                                                       |                                                                         |
| 15-11-2011                                                              | Amburgo                                                                 | Germania                                                                | 3 – 0                                                                   | Paesi Bassi                                                             | Amichevole                                                              | -                                                                       |                                                                         |
| 29-2-2012                                                               | Brema                                                                   | Germania                                                                | 1 – 2                                                                   | Francia                                                                 | Amichevole                                                              | -                                                                       |                                                                         |
| 29-5-2013                                                               | Boca Raton                                                              | Germania                                                                | 4 – 2                                                                   | Ecuador                                                                 | Amichevole                                                              | -                                                                       | 79’                                                                     |
| 2-6-2013                                                                | Washington                                                              | Stati Uniti                                                             | 4 – 3                                                                   | Germania                                                                | Amichevole                                                              | -                                                                       | 46’                                                                     |
| Totale                                                                  |                                                                         | Presenze                                                                | 12                                                                      |                                                                         | Reti                                                                    | 0                                                                       |                                                                         |